# 馬場敏史
馬場 敏史（ばば としふみ、1965年2月10日 - ）は、福岡県三潴郡大木町出身の元プロ野球選手（内野手）・コーチ。
愛称は「馬場ちゃん」。

## 経歴

### プロ入り前
柳川高卒業後の1984年に新日本製鐵堺へ入社し、全日本の3番打者も務めた。1989年の都市対抗では本塁打を放つなど、チームのベスト4進出に貢献。社会人時代のチームメイトに野茂英雄がいた。
同年のドラフト5位で福岡ダイエーホークスに入団。

### ダイエー時代
1990年は4月10日のオリックス戦（GS神戸）で10回裏に三塁手として初出場を果たし、同14日の西武戦（平和台）で6回裏に渡辺久信から初安打を放つ。翌15日に7番・三塁手として初先発し、5月11日の西武戦（平和台）で9回裏に渡辺智男から初打点、6月15日の西武戦（西武）では5回表に石井丈裕から初本塁打を記録。同年は54試合に出場した。
1991年は一軍出場ゼロに終わる。
1993年のシーズンオフ、高木晃次との交換トレードでオリックス・ブルーウェーブへ移籍。

### オリックス時代
1995年は115試合出場で初めて規定打席に到達し、ヤクルトとの日本シリーズでは好守を連発。三塁手としてゴールデングラブ賞を獲得する。
1996年は111試合に出場してリーグ2連覇と19年ぶりの日本一に貢献し、2年連続でゴールデングラブ賞を受賞。
1997年のシーズン途中、若手起用を図る球団の方針と、2年前の日本シリーズで守備力を目の当たりにして「あそこに飛んだら地獄」と評した野村克也監督の目に止まり、岩崎久則と共に小倉恒・広永益隆との2対2の交換トレードでヤクルトスワローズへ移籍。

### ヤクルト時代
ヤクルトでは二塁手も務めたが、岩村明憲など若手内野手の台頭もあって出場機会が減り、2000年に現役を引退。

### 引退後

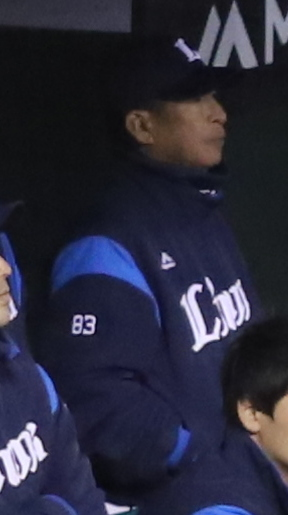
埼玉西武ライオンズでの一軍作戦兼内野守備走塁コーチ時代
（2019年4月2日）

引退後はオリックスに復帰して二軍「サーパス神戸」内野守備・走塁コーチ（2001年 - 2002年）、一軍内野守備・走塁コーチ（2003年）を務める。
退団後はヤクルトに復帰して一軍守備・走塁コーチ（2004年 - 2008年）を務めた。
2009年からは再びオリックス一軍内野守備・走塁コーチで復帰するが、同年退団。
2010年からは横浜ベイスターズ一軍内野守備・走塁コーチに就任し、主に三塁ベースコーチ、2012年は二軍内野守備・走塁コーチ、2013年は一軍内野守備・走塁コーチ、2014年は総合兼内野守備走塁コーチとなる。2015年は再び一軍内野守備・走塁コーチを務め、同年限りで退団した。
2016年は韓国KBO・ハンファ・イーグルス一軍作戦走塁コーチを務め、ウィリン・ロサリオを指導。
2017年からは埼玉西武ライオンズ一軍内野守備・走塁コーチに就任。2019年からは一軍作戦兼守備・走塁コーチに配置転換され、ヘッドコーチ格の役割を担う。西武ではヤクルト時代から仲の良い辻発彦監督とタッグを組んだことにより正確性が向上し、持ち前の判断力でチームの得点へと繋げていき、西武の機動力野球復活の立役者となった。就任前の2015年の91失策、2016年の101失策はいずれもリーグ最多だったが、2020年は69失策、源田壮亮、外崎修汰の二遊間コンビをゴールデン・グラブ賞を獲得させるまでに育て上げ、2度のリーグ優勝に貢献。2021年をもって辞任。
2022年からは神戸学院大学硬式野球部コーチ、少年野球チーム「兵庫神戸ボーイズ」総合アドバイザーに就任する傍ら、デイリースポーツ（ウェブ版）のコラムに随時担当。
2023年からは、オリックス時代の同僚岡田彰布が監督に復帰した阪神タイガースの一軍内野守備走塁コーチを務める。内野から3人（大山悠輔、中野拓夢、木浪聖也）がゴールデングラブ賞を受賞したが失策はリーグワーストだった。2025年からは二軍守備走塁チーフコーチに配置転換された。

## 選手としての特徴
鉄壁の守備を誇る名手。プロ入り後は主に三塁手として活躍し、三塁線の速い打球を素早く止めるプレーに定評があった。打撃では犠打が得意であった。

## 詳細情報

### 年度別打撃成績
| 年 度      | 球 団      | 試 合 | 打 席 | 打 数 | 得 点 | 安 打 | 二 塁 打 | 三 塁 打 | 本 塁 打 | 塁 打 | 打 点 | 盗 塁 | 盗 塁 死 | 犠 打 | 犠 飛 | 四 球 | 敬 遠 | 死 球 | 三 振 | 併 殺 打 | 打 率 | 出 塁 率 | 長 打 率 | O P S |
| ---------- | ---------- | ----- | ----- | ----- | ----- | ----- | -------- | -------- | -------- | ----- | ----- | ----- | -------- | ----- | ----- | ----- | ----- | ----- | ----- | -------- | ----- | -------- | -------- | ----- |
| 1990       | ダイエー   | 54    | 85    | 67    | 7     | 11    | 3        | 0        | 1        | 17    | 3     | 0     | 0        | 5     | 1     | 10    | 0     | 2     | 15    | 1        | .164  | .288     | .254     | .541  |
| 1992       | ダイエー   | 10    | 25    | 20    | 1     | 2     | 0        | 0        | 0        | 2     | 1     | 0     | 0        | 0     | 0     | 5     | 0     | 0     | 6     | 1        | .100  | .280     | .100     | .380  |
| 1993       | ダイエー   | 67    | 153   | 138   | 9     | 34    | 5        | 0        | 0        | 39    | 9     | 1     | 0        | 5     | 0     | 8     | 0     | 2     | 16    | 6        | .246  | .297     | .283     | .580  |
| 1994       | オリックス | 59    | 110   | 91    | 11    | 21    | 3        | 0        | 1        | 27    | 7     | 0     | 0        | 12    | 0     | 7     | 0     | 0     | 14    | 2        | .231  | .286     | .297     | .582  |
| 1995       | オリックス | 115   | 404   | 344   | 25    | 90    | 14       | 3        | 1        | 113   | 33    | 4     | 2        | 29    | 1     | 28    | 0     | 2     | 51    | 4        | .262  | .320     | .328     | .648  |
| 1996       | オリックス | 111   | 288   | 263   | 25    | 67    | 8        | 2        | 6        | 97    | 27    | 1     | 0        | 14    | 0     | 9     | 0     | 2     | 43    | 7        | .255  | .285     | .369     | .653  |
| 1997       | オリックス | 18    | 32    | 29    | 1     | 5     | 0        | 0        | 0        | 5     | 0     | 0     | 0        | 0     | 0     | 2     | 0     | 1     | 4     | 4        | .172  | .250     | .172     | .422  |
| 1997       | ヤクルト   | 57    | 160   | 140   | 16    | 38    | 7        | 1        | 3        | 56    | 18    | 2     | 1        | 4     | 3     | 12    | 0     | 1     | 25    | 3        | .271  | .327     | .400     | .727  |
| '97計      | ヤクルト   | 75    | 192   | 169   | 17    | 43    | 7        | 1        | 3        | 61    | 18    | 2     | 1        | 4     | 3     | 14    | 0     | 2     | 29    | 7        | .254  | .314     | .361     | .675  |
| 1998       | ヤクルト   | 71    | 56    | 45    | 4     | 8     | 0        | 0        | 0        | 8     | 4     | 0     | 1        | 6     | 0     | 4     | 0     | 1     | 7     | 0        | .178  | .260     | .178     | .438  |
| 1999       | ヤクルト   | 85    | 230   | 191   | 13    | 48    | 10       | 0        | 0        | 58    | 14    | 0     | 1        | 17    | 0     | 17    | 4     | 4     | 38    | 4        | .251  | .325     | .304     | .629  |
| 2000       | ヤクルト   | 28    | 36    | 29    | 2     | 4     | 1        | 0        | 0        | 5     | 3     | 0     | 0        | 5     | 1     | 0     | 0     | 1     | 10    | 2        | .138  | .161     | .172     | .334  |
| 通算：10年 | 通算：10年 | 675   | 1579  | 1357  | 114   | 328   | 51       | 6        | 12       | 427   | 119   | 8     | 5        | 97    | 6     | 102   | 4     | 16    | 229   | 34       | .242  | .301     | .315     | .616  |

- 各年度の太字はリーグ最高

### 表彰
- ゴールデングラブ賞：2回（三塁手部門：1995年、1996年）

### 記録
初記録
- 初出場：1990年4月10日、対オリックス・ブレーブス1回戦（グリーンスタジアム神戸）、10回裏に三塁手として出場
- 初安打：1990年4月14日、対西武ライオンズ1回戦（平和台球場）、6回裏に渡辺久信から
- 初先発出場：1990年4月15日、対西武ライオンズ2回戦（平和台球場）、7番・三塁手として先発出場
- 初打点：1990年5月11日、対西武ライオンズ6回戦（平和台球場）、9回裏に渡辺智男から
- 初本塁打：1990年6月15日、対西武ライオンズ12回戦（西武ライオンズ球場）、5回表に石井丈裕から

### 背番号
- 39（1990年 - 1993年）
- 35（1994年）
- 2（1995年 - 1997年途中）
- 54（1997年途中 - 同年終了）
- 4（1998年 - 2000年）
- 76（2001年 - 2003年）
- 83（2004年 - 2015年、2017年 - 2021年）
- 73（2016年）
- 81（2023年 - ）

## メディア出演
- MBSベースボールパーク番外編（毎日放送、2018年4月29日） - パ・リーグ開幕からの1ヶ月を振り返る特集に電話出演。ハンファ時代にウィリン・ロサリオ（同年阪神に在籍）を指導した縁から、その話題でも盛り上がった。